# NGC 2205
NGC 2205 è una galassia lenticolare (o ellittica), lontana e molto vasta, situata nella costellazione del Pittore, a una distanza di circa 407 milioni di anni luce dalla nostra Via Lattea.

## Scoperta
La galassia è stata scoperta il 9 dicembre 1836 dall'astronomo britannico John Herschel.